# OpenStack
OpenStack là một nền tảng phần mềm tự do nguồn mở điện toán đám mây. Nhiều người chủ yếu triển khai cơ sở hạ tầng như một dịch vụ (Iaas). Công nghệ này bao gồm một nhóm các dự án liên quan đến nhau mà kiểm soát xử lý,lưu trữ và tài nguyên mạng thông qua một trung tâm dữ liệu - trong đó người sử dụng quản lý thông qua một bảng điều khiển dựa trên nền web,các công cụ dòng lệnh,hoặc thông qua một API RESTful. OpenStack.org phát hành nó theo các điều khoản của Giấy phép Apache.
OpenStack bắt đầu vào năm 2010 như là một dự án chung của Rackspace Hosting và của NASA. Tính đến năm 2015 nó được quản lý bởi các OpenStack Foundation, một công ty phi lợi nhuận được thành lập vào tháng 9 năm 2012 để thúc đẩy phần mềm và cộng đồng OpenStack Hơn 500 công ty đã tham gia dự án, bao gồm AppFormix, Arista Networks, AT&T, AMD, Avaya, Canonical, Cisco, Citrix, Comcast, Dell, Dreamhost, EMC, Ericsson, Fujitsu, Go Daddy, Google, Hewlett-Packard, Hitachi Data Systems, Huawei, IBM, Intel, Internap, Juniper Networks, Mellanox, Mirantis, NEC, NetApp, Nexenta, Oracle, PLUMgrid, Pure Storage, Qosmos, Red Hat, SolidFire, SUSE Linux, VMware, VMTurbo và Yahoo!.

Các cộng đồng OpenStack cộng tác với nhau trong vòng sáu tháng, dựa trên thời gian chu kỳ phát hành với các mốc phát triển thường xuyên. Trong giai đoạn lên kế hoạch của mỗi bản phát hành, cộng động đã tập hợp một Hội nghị thiết kế OpenStack để tạo điều kiện phát triển các phiên làm việc và kết hợp các kế hoạch đó lại.
Mới đây Hội nghị cấp cao OpenStack đã diễn ra ở Vancouver vào tháng 5 năm 2015 và ở Paris vào tháng 11 năm 2014. Hội nghị cấp cao vào tháng 5 năm 2014 tại Atlanta đã thu hút 4.500 khách tham dự - tăng 50% so với Hội nghị cấp cao tại Hong Kong cách đây 6 tháng.